# Gorenje Gradišče

Herb gminy Dolenjske Toplice, Słowenia

Gorenje Gradišče – wieś w Słowenii, w gminie Dolenjske Toplice. W 2018 roku liczyła 76 mieszkańców.